# 比尤納維斯塔 (密歇根州)
比尤納維斯塔（英語：Buena Vista）是位於美國密歇根州薩吉諾縣比尤納維斯塔特設鎮區的一個普查規定居民點。

## 人口
根據2020年美國人口普查的數據，比尤納維斯塔的面積為10.35平方千米，當中陸地面積為10.35平方千米，而水域面積為0.00平方千米。當地共有人口5855人，而人口密度為每平方千米565.7人。